# 法比奥·因诺琴蒂
法比奥·因诺琴蒂（義大利語：Fabio Innocenti，1950年2月22日—），意大利前男子排球运动员。他曾代表意大利国家队参加1980年夏季奥林匹克运动会排球比赛，结果获得第九名。